# 赵雯
赵雯（1956年11月—），女，汉族，安徽安庆人，中华人民共和国政治人物，九三学社社员，第十一届、十三届全国政协委员。曾任九三学社中央副主席、上海市委主委、上海市政协副主席，上海市人民政府副市长。

## 生平
2008年，当选第十一届全国政协委员，代表九三学社，分入第十二组。2018年1月，当选第十三届全国政协委员，同月当选中国人民政治协商会议上海市委员会副主席。